# Тахіні
Тахіні, або тахіна (також відома як сезамова паста або кунжутова паста) — поширена на Середньому сході густа жирна паста з меленого кунжутного насіння; її додають як необхідний компонент до багатьох страв, наприклад до фалафель, до хумусу, крім того, вона служить основою для багатьох соусів. До складу тахіни входить перемелене насіння кунжуту (100%). При використанні пасту розбавляють водою до консистенції рідкої сметани, додають лимонний сік, сіль і часник, а в різних регіонах до основи додають ще й різні сиропи або інші добавки. Класична закуска хумус виготовляється на основі нуту і тахіни.
Тахіні добре відома в кухні Ізраїлю (де її називають «тхіна» відповідно до того як її називають араби, араб. طحينية; івр. טחינה), Греції, Кіпру — кіпрські пиріжки з тахіні «муха-пита» особливо популярні під час Великого Посту. Часто в тахіні додають оливкову олію, лимонний сік, часник, мелений кумін, червоний перець, петрушку і використовують як підливу або просто подають з пітою або хлібом. Тахінна маса використовується для приготування багатьох східних солодощів, в тому числі й однією з найвідоміших — халви.

## Історія
Найстарішу згадку про тахіні можна знайти в клинописних інструкціях, написаних близько 4000 років тому, які описують звичай подавати богам кунжутне вино. Історик Геродот згадує про вирощування кунжуту в районі річок Тигр і Євфрат. Це насіння переважно використовували як інгредієнт для приготування кунжутної олії.
Тхіна як інгредієнт згадується при приготуванні хумусу ще в рецепті куховарських книг XIII століття, є інгредієнтом в деяких китайських, корейських і японських стравах; тхіна використовується в деяких версіях рецепта сичуаньської локшини. Сезамова паста також використовується в індійській кухні. У Сполучених Штатах кунжутній тахіні поряд з іншими видами паст з горіхів з'явилося в продажу в 1940 році в магазинах здорової їжі.